# Nicolas Barré (navigateur)
Pour les articles homonymes, voir Nicolas Barré et Barré.
Nicolas Barré (fl. 1550-1560) chroniqueur et navigateur comme capitaine de navire de l'explorateur Nicolas Durand de Villegagnon pour l'expédition maritime vers la future colonie de la France antarctique au Brésil. Il raconta, par lettres, la chronique de cette colonie française d'Amérique du Sud.

## Biographie
Nicolas Barré était un marin protestant du XVIe siècle qui fut l'un des hommes recrutés par Nicolas Durand de Villegagnon pour la création de la colonie de la France antarctique au Brésil. 
De Fort Coligny, créé par les colons français de l'expédition dans la baie de Guanabara, Nicolas Barré rédigea deux lettres qu'il adressa à des amis à Paris. Ces deux lettres, la première datant de 1555 et la seconde de 1556, racontent le vécu des colons et les premiers temps de la colonisation au Brésil par les Français. Les deux lettres furent publiées d'abord en 1557 sous le titre Copies de quelques lettres relatives à la navigation de Villegagnon Chevalier (Paris, Éditions Martin le Jeune, 1557). Nicolas Barré devint ainsi le premier Français à écrire des nouvelles du voyage en France antarctique, relations de voyage qui précèdent les récits d'André Thevet, Les Singularités de la France antarctique, autrement nommee Amérique, & de plusieurs terres et isles découvertes de nostre temps (Paris, 1557) et Cosmographie Universelle (Paris, 1575) ainsi que celui de Jean de Léry, Histoire d'un voyage faict en la terre du Brésil (1578).
La première lettre (Discours de Nicolas Barré sur la navigation du chevalier de Villegagnon en Amérique) couvre la période du 12 juillet 1555 au 1er février 1556. Elle donne des nouvelles de la traversée de l'océan Atlantique et décrit les premières impressions des terres du Brésil et des indigènes ; la seconde raconte les querelles entre catholiques et protestants dans la colonie et les dissensions entre Villegagnon et Philippe de Corguilleray, chef de la seconde expédition qui vint renforcer la première de Villegagnon.